# Grimoald den ældre
Grimoald den ældre (fransk: Grimaud l'Ainé; født 616, død 657) var rigshovmester i det frankiske rige Austrasien fra 643 til 656. Han var søn af Pipin af Landen og Itta af Metz. Grimoald tjenestegjorde under merovingerkongerne Klodvig II og Klotar III. Han havde to søstre, Gertrude af Nivelles og Begga, som begge blev erklærede som helgener. Det samme blev hans moder.

## Liv og virke
Da Pipin af Landen døde i 640, blev Grimoald overhoved for sin husholdning, den mægtigste i Austrasien. På dette tidspunkt gjorde Radulf, hertug af Thüringen, oprør mod Sigibert III, konge af Austrasien. Grimoald deltog i den efterfølgende militære ekspedition mod oprørerne, men den mislykkedes. Grimoald formåede alligevel i at redde livet på kongen og blev hans nære ven. Ved at fjerne rigshovmesteren Otto, overtog han positionen som hans fader en gang havde.
Grimoald overbeviste derefter den barnløse konge til at adoptere sin søn, Kildebert. Sigibert fik til sidst en arving, Dagobert II, men Grimoald frygtede sit eget dynastis skæbne og sendte den unge Dagobert i eksil, enten til et irsk kloster eller katedralskolen i Poitiers. Da Sigibert døde, indsatte Grimoald sin egen søn på tronen i Austrasien.
Der er to forskellige beretninger om hans død. Den første version fortæller, at Grimoald blev afsat og henrettet af kongen af Neustrien, som således genforenede frankernes kongerige. Den anden, i Liber historiae Francorum, fortæller at Klodvig II af Neustrien tog ham til fange og henrettede ham i 657. Denne kilde behandler Klodvigs styre med fjendskab og hans søn Klotar III med foragt.